# Sainte-Marguerite-du-Lac-Masson
Sainte-Marguerite-du-Lac-Masson é uma cidade localizada na província de Quebec no Canadá.